# Sameodesma
Sameodesma är ett släkte av fjärilar. Sameodesma ingår i familjen Crambidae.
Kladogram enligt Catalogue of Life:
| Sameodesma | \| \| Sameodesma flavicostalis \| \| \| \| \| \| Sameodesma undilinealis \| \| \| \| |
|            | \| \| Sameodesma flavicostalis \| \| \| \| \| \| Sameodesma undilinealis \| \| \| \| |
|            | Sameodesma flavicostalis                                                             |
|            |                                                                                      |
|            | Sameodesma undilinealis                                                              |
|            |                                                                                      |